# Brachystola virescens
Brachystola virescens är en insektsart som först beskrevs av Toussaint de Charpentier 1845.  Brachystola virescens ingår i släktet Brachystola och familjen Romaleidae. Inga underarter finns listade i Catalogue of Life.